# ワリオシリーズ
ワリオシリーズ（Wario series）は、主に任天堂が開発・発売している、同社のキャラクター『ワリオ』が登場するコンピュータゲームのシリーズである。

## 概要
マリオシリーズの一部であり、同シリーズのキャラクター「ワリオ」を主人公とするものをワリオシリーズと呼ぶ。
ワリオは1992年発売の『スーパーマリオランド2 6つの金貨』に悪役として初登場したキャラクターであり、「ワリオ」の名前をタイトルに冠したゲームとしてはその後1993年に『マリオとワリオ』が発売されるものの、やはりこちらでも悪役であった。
ワリオを主人公に据えた実質的なスピンオフ第1作は1994年発売の『スーパーマリオランド3 ワリオランド』で、これ以降ワリオシリーズとして扱われるようになった。本シリーズは第1作こそエンディングのみマリオが登場するものの、以降の作品は他のマリオシリーズのキャラクターが全く登場しなくなり、完全に独立したシリーズとなっている。同シリーズとほとんどの世界観を共有するヨッシーシリーズとは対照的。
本シリーズは大きく分けて『ワリオランド』と『メイド イン ワリオ』の2つの作品群に分けられる。

## 作品一覧
| 1993 | マリオとワリオ                                               |
| 1994 | スーパーマリオランド3 ワリオランド ワリオの森                |
| 1995 | バーチャルボーイワリオランド アワゾンの秘宝                  |
| 1996 |                                                              |
| 1997 |                                                              |
| 1998 | ワリオランド2 盗まれた財宝                                   |
| 1999 |                                                              |
| 2000 | ワリオランド3 不思議なオルゴール                             |
| 2001 | ワリオランドアドバンス ヨーキのお宝                          |
| 2002 |                                                              |
| 2003 | メイド イン ワリオ あつまれ!!メイド イン ワリオ              |
| 2004 | ワリオワールド まわるメイドインワリオ さわるメイドインワリオ |
| 2005 |                                                              |
| 2006 | おどる メイド イン ワリオ                                    |
| 2007 | 怪盗ワリオ・ザ・セブン                                       |
| 2008 | ワリオランドシェイク うつすメイドインワリオ                  |
| 2009 | メイドイン俺 あそぶメイドイン俺                              |
| 2010 |                                                              |
| 2011 |                                                              |
| 2012 |                                                              |
| 2013 | ゲーム&ワリオ                                                |
| 2014 |                                                              |
| 2015 |                                                              |
| 2016 |                                                              |
| 2017 |                                                              |
| 2018 | メイド イン ワリオ ゴージャス                                |
| 2019 |                                                              |
| 2020 |                                                              |
| 2021 | おすそわける メイド イン ワリオ                              |
| 2022 |                                                              |
| 2023 | 超おどる メイド イン ワリオ                                  |

ワリオランド
- ジャンル：アクションゲーム

| タイトル                                    | 発売日         | ハード                      | 売上本数 | 売上本数 |
| ------------------------------------------- | -------------- | --------------------------- | -------- | -------- |
| スーパーマリオランド3 ワリオランド          | 1994年1月21日  | ゲームボーイ                | 159万本  | 519万本  |
| バーチャルボーイワリオランド アワゾンの秘宝 | 1995年12月1日  | バーチャルボーイ            |          |          |
| ワリオランド2 盗まれた財宝                  | 1998年10月21日 | ゲームボーイカラー          | 26万本   | 148万本  |
| ワリオランド3 不思議なオルゴール            | 2000年3月21日  | ゲームボーイカラー          | 25万本   | 220万本  |
| ワリオランドアドバンス ヨーキのお宝         | 2001年8月21日  | ゲームボーイアドバンス      | 48万本   | 220万本  |
| ワリオワールド                              | 2004年5月27日  | ニンテンドー ゲームキューブ | 14万本   |          |
| 怪盗ワリオ・ザ・セブン                      | 2007年1月18日  | ニンテンドーDS              | 30万本   |          |
| ワリオランドシェイク                        | 2008年7月24日  | Wii                         | 14万本   | 106万本  |

メイド イン ワリオ
- ジャンル：瞬間アクション（一部例外あり）

| タイトル                        | 発売日         | ハード                      | 売上本数 | 売上本数 |
| ------------------------------- | -------------- | --------------------------- | -------- | -------- |
| メイド イン ワリオ              | 2003年3月21日  | ゲームボーイアドバンス      | 62万本   | 110万本  |
| あつまれ!!メイド イン ワリオ    | 2003年10月17日 | ニンテンドー ゲームキューブ | 40万本   |          |
| まわるメイドインワリオ          | 2004年10月14日 | ゲームボーイアドバンス      | 46万本   | 100万本  |
| さわるメイドインワリオ          | 2004年12月2日  | ニンテンドーDS              | 125万本  | 247万本  |
| おどる メイド イン ワリオ       | 2006年12月2日  | Wii                         | 65万本   | 235万本  |
| うつすメイドインワリオ          | 2008年12月24日 | ニンテンドーDSiウェア       |          |          |
| メイドイン俺                    | 2009年4月29日  | ニンテンドーDS              | 19万本   |          |
| あそぶメイドイン俺              | 2009年4月29日  | Wiiウェア                   |          |          |
| ゲーム&ワリオ                   | 2013年3月28日  | Wii U                       | 6万本    |          |
| メイド イン ワリオ ゴージャス   | 2018年8月2日   | ニンテンドー3DS             | 13万本   |          |
| おすそわける メイド イン ワリオ | 2021年9月10日  | Nintendo Switch             | 31万本   | 134万本  |
| 超おどる メイド イン ワリオ     | 2023年11月3日  | Nintendo Switch             |          |          |

パズルゲーム
※いずれもワリオが主人公ではなく、敵役である。
| タイトル                  | 発売日        | ハード                 |
| ------------------------- | ------------- | ---------------------- |
| マリオとワリオ            | 1993年8月27日 | スーパーファミコン     |
| ワリオの森                | 1994年2月19日 | ファミリーコンピュータ |
| ワリオの森 爆笑バージョン | 1995年4月     | サテラビュー           |
| ワリオの森 再び           | 1997年10月    | サテラビュー           |